# Eunephthya
Eunephthya is een geslacht van neteldieren uit de klasse van de Anthozoa (bloemdieren).

## Soorten
- Eunephthya celata McFadden & van Ofwegen, 2012
- Eunephthya ericius McFadden & van Ofwegen, 2012
- Eunephthya granulata McFadden & van Ofwegen, 2012
- Eunephthya shirleyae McFadden & van Ofwegen, 2012
- Eunephthya susanae (Williams, 1988)
- Eunephthya thyrsoidea Verrill, 1869